# Mandaur
Mandaur (Schreibvariante: Manduar) ist eine Ortschaft im westafrikanischen Staat Gambia.
Nach einer Berechnung für das Jahr 2013 leben dort etwa 651 Einwohner, das Ergebnis der letzten veröffentlichten Volkszählung von 1993 betrug 580.

## Geographie
Mandaur liegt in der Lower River Region im Distrikt Kiang West. Der Ort liegt rund neun Kilometer östlich von Karantaba.

## Kultur und Sehenswürdigkeiten
Bei Mandaur ist ein heiliger Baum als Kultstätte unter den Namen Santang-Ba und eine weitere Kultstätte mit dem Namen Nakankuets bekannt.